# Manoj Kumar
Pour les articles homonymes, voir Kumar (homonymie).
Manoj Kumar, nom de scène de Harikrishna Giri Goswami, né le 24 juillet 1937 à Abbottabad (province de la frontière nord-occidentale, Inde britannique) et mort le 4 avril 2025 à Bombay (Maharashtra, Inde), est un acteur et réalisateur indien.

## Biographie
Issu d'une famille brahmane, Manoj Kumar est le fils de H. L. Goswami et de Krishna Kumari. Il a un frère, Rajiv, et une sœur, Neelam. Toute la famille est contrainte de quitter Jandhyala Sher Khan pour Delhi à la suite de la partition du pays, la région se retrouvant intégrée au Pakistan indépendant. Pendant un temps, ils vivent dans le camp de réfugiés de Kingsway à Vijay Nagar, avant de s'installer à Old Rajendra Nagar, près de New Delhi. Après des études à l'université de la capitale, il décide de travailler pour l'industrie cinématographique.

### Carrière
Acteur et réalisateur de l'industrie bollywoodienne, il Manoj Kumar célèbre pour la variété de ses rôles dans des films comme Hariyali Aur Raasta, Woh Kaun Thi?, Himalaya Ki God Mein, Do Badan, Upkar, Patthar Ke Sanam, Neel Kamal, Purab Aur Paschim, Beimaan, Roti Kapda Aur Makaan, Dus Numbri, Sanyasi and Kranti. Ses films sont connus pour leur ton résolument patriotique, il leur doit le surnom de « Mr Bharat » (« Bharat » voulant dire « Inde » en hindi).
Il prend le nom de Manoj Kumar par admiration pour Dilip Kumar, Ashok Kumar et Kamini Kaushal, d'après le personnage interprété par Dilip dans Shabnam (1949). Après des débuts discrets dans Fashion en 1957, Manoj obtient son premier rôle important dans Kaanch Ki Gudia (1960), où il joue avec Saida Khan. Piya Milan Ki Aas et Reshmi Roomal suivent, puis Hariyali Aur Raasta (1962), dirigé par Vijay Bhatt, avec Mala Sinha. Kumar apparaît ensuite avec Sadhana dans Woh Kaun Thi (1964), de Raj Khosla', avant de retrouver Vijay Bhatt et Mala Sinha dans Himalaya Ki God Mein (1965). Manoj Kumar et Raj Khosla renouvellent leur collaboration réussie avec le film Do Badan, qui reste dans les mémoires pour de nombreuses raisons et notamment la mise en scène de Raj Khosla mais aussi le talent pour la théâtralité de Manoj Kumar et de l'héroïne féminine, Asha Parekh, ainsi qu'une musique extraordinaire de Ravi et enfin les chansons immortelles du parolier Shakeel Badayuni.

#### Héros polyvalent
Dans les années 1960, ses grands succès incluent des films romantiques comme Honeymoon, Apna Banake Dekho, Naqli Nawab, Paththar Ke Sanam, Sajan and Sawan Ki Ghata ainsi que des filmes sociaux tels que Shaadi, Grihasti, Apne Huwe Paraye et Aadmi, ou encore des policiers comme Gumnaam, Anita et Woh Kaun Thi ou bien des comédies comme Picnic.

#### Patriote
L'image de Manoj Kumar comme héros patriote naît en 1965 avec le film Shaheed, tiré de la vie de Bhagat Singh, le héros de l'indépendance. Après le conflit indo-pakistanais de 1965, le Premier ministre Lal Bahadur Shastri lui demande de créer un film fondé sur le slogan populaire Jai Jawan Jai Kissan (salue le soldat, salue le fermier). Le résultat sera l’œuvre maîtresse de Kumar, qui fait également ses débuts en tant que metteur en scène, avec Upkaar (1967). Il y joue à la fois le rôle d'un fermier et celui d'un soldat. Le film se fait remarquer aussi par la chanson Mere Desh Ki Dharti, écrite par Gulshan Bawra, composée par Kalyanji-Anandji et chantée par Mahendra Kapoor. Upkaar sera un succès majeur et vaudra à Kumar son premier prix de meilleur metteur en scène au Filmfare.
Manoj Kumar reviendra aux thèmes patriotiques dans Purab Aur Paschim (1970), qui compare la vie en Orient à celle en Occident. Le film Pehchaan, mis en scène par Sohanlal Kanwar, réunit Kumar et Babita. C'est un succès. 
En 1972, il est le personnage principal de Be-Imaan (qui lui vaut le prix de meilleur acteur du Filmfare), après quoi il est à la fois metteur en scène et acteur dans Shor (1972). Ce dernier, où il a également pour partenaire Nanda, ne rencontre pas un grand succès au box-office lors de sa sortie mais il finira par obtenir le statut de film-culte avec le temps. On y trouve la chanson Ek Pyar Ka Nagma Hai, un duo entre Lata Mangeshkar et Mukesh, composé par Laxmikant-Pyarelal et mis en paroles par Santosh Anand.
Tout au long de sa carrière, Kumar apprécie tout particulièrement de travailler avec les acteurs Prem Nath, Pran, Prem Chopra, Kamini Kaushal et Hema Malini.

#### Apogée
Au milieu des années 1970, Manoj Kumar apparaît dans trois gros succès : Roti Kapda Aur Makaan (1974), une critique sociale mettant en scène uniquement de grandes stars, dont Zeenat Aman, Shashi Kapoor et Amitabh Bachchan. Il vaut à Kumar sa 2e récompense de meilleur metteur en scène au Filmfare. Sanyasi (1975), une comédie religieuse, voit Manoj Kumar et Hema Malini dans les premiers rôles de ce qui sera un énorme succès. Dus Numbri (1976) renforce le statut de grande star de Manoj Kumar, Pran, Prem Nath et Hema.
En 1981, Kumar atteint l'apogée de sa carrière lorsqu'il met en scène son idole, Dilip Kumar, dans Kranti, l'histoire de la lutte pour l'indépendance de l'Inde au XIXe siècle. Kranti sera le dernier grand succès hindi de sa carrière. Un peu plus tôt, il a joué également dans le célèbre film punjabi Jat Punjabi.

#### Fin de carrière
Après Kranti, la carrière de Manoj Kumar commence à décliner, avec l'échec des films qu'il met en scène et dans lesquels il joue également le premier rôle (Kalyug Aur Ramayan, en 1987 et plus tard, Clerk, en 1989, dans lequel il fait tourner les acteurs pakistanais Mohammad Ali et Zeba). Il abandonne la carrière d'acteur après une dernière apparition dans Maidan-E-Jung, en 1995. Il dirigera son fils, Kunal Goswami, dans Jai Hind (1999), autour d'un thème patriotique. Le film sera un flop et sera le dernier de Kumal. 
Sa marque de fabrique, la main qui couvre le visage, était extrêmement populaire et continue de l'être en dépit des moqueries des humoristes de la nouvelle génération. En 2007, le film de Shah Rukh Khan, Om Shanti Om, montre un faux Manoj Kumar essayant de se glisser à une première en cachant son visage de la main : Kumar porte plainte mais l'affaire est réglée à l'amiable.
Récompensé en 1992 du Padma Shri par le Gouvernement indien, Manoj Kumar reçoit en 1999 le Filmfare Lifetime Achievement Award pour sa carrière de plus de 40 ans. Il est également titulaire de la plus haute distinction décernée par le cinéma de son pays, le Dadasaheb Phalke Award (2015). 

### Activité politique
À l'instar de nombreuses stars de Bollywood, Manoj Kumar se lance en politique après s'être retiré du cinéma. Juste avant les élections générales de 2004, il rejoint officiellement les rangs du Shiv Sena, un parti nationaliste hindou,.

### Vie privée
Manoj Kumar est marié à Shashi Goswami (originaire de Jodhkan, dans le district de Sirsa, dans le Haryana). Ils ont deux fils, Vishal et Kunal. Vishal a tenté une carrière de chanteur et Kunal d'acteur. Le frère de Manoj Kumar, Rajiv Goswami, travaille également dans l'industrie cinématographique mais aucun d'eux n'a rencontré le succès à Bollywood.

## Filmographie
- 1972 Be-Imaan
- 1991 Deshwasi
- 1995 Maidan-E-Jung

## Autres récompenses
- 2008 : le Gouvernement du Madhya Pradesh institue un prix de 100 000 roupies qui porte son nom. Il recommande par ailleurs Kumar à l'Etat fédéral pour la décoration du Bharat Ratna.
- 2011 : en hommage à sa dévotion pour Shirdi Sai Baba, le Shri Saibaba Sansthan Trust de Shirdi rebaptise Pimpalwadi Road à Shirdi Manojkumar Goswami Road.